# FDGB-포칼
FDGB-포칼은 과거 동독에서 동독 축구 협회에 의해 열렸던 동독 축구 컵 대회였다. 1949년 출범한 이 대회는 1991년 DFB-포칼에 흡수되면서 폐지되었다. 최다 우승 클럽은 마그데부르크와 디나모 드레스덴으로 7번 우승하였다.

## 역사
1949년 동독에서 출범한 이 FDGB-포칼 대회는 동독의 축구 컵 대회로, 1949년부터 1991년까지 개최되었다. 최초의 우승팀은 SV 데사우 05였고, 마지막 우승 팀은 1991년의 한자 로스토크였다. DDR 오버리가와 DDR-리가 등 동독 축구 리그에 참가하는 팀들이 참가 자격을 얻었다. 1950-51 시즌과 1955 시즌, 1961 시즌에는 FDGB-포칼이 개최되지 않았고, 당연히 우승팀도 없었다. 1952-53 시즌에는 1953년 6월 17일에 벌어진 1953년 동독 폭동 사태로 인해 대회가 중단되는 웃지 못할 해프닝이 벌어지기도 하였다. 그럼에도 불구하고 이 대회는 동독의 최상위 축구 리그인 DDR 오버리가 다음으로 가치 있고 인정 받는 대회였다. 1991년 통독 이후 FDGB-포칼은 서독의 DFB-포칼에 의해 흡수되면서 폐지되면서 축구의 역사 속으로 사라졌다.

## 역대 결승
| 시즌    | 우승                        | 점수                        | 준우승                      |
| ------- | --------------------------- | --------------------------- | --------------------------- |
| 1949    | SV 데사우 05                | 1–0                         | BSG 비스무트 게라           |
| 1949-50 | SV 슈탈 탈레                | 4–0                         | FC 로트바이스 에르푸르트    |
| 1950-51 | 미개최                      | 미개최                      | 미개최                      |
| 1951-52 | 디나모 드레스덴             | 3–0                         | 아인히트 팡코               |
| 1952–53 | 중단(1953년 동독 폭동 사태) | 중단(1953년 동독 폭동 사태) | 중단(1953년 동독 폭동 사태) |
| 1953–54 | 포어베르츠 베를린           | 2–1                         | FSV 츠비카우                |
| 1954-55 | 비스무트 카를마르크스슈타트 | 3–2                         | 한자 로스토크               |
| 1955    | 미개최                      | 미개최                      | 미개최                      |
| 1956    | 할레셔 FC                   | 2–1                         | 포어베르츠 베를린           |
| 1957    | 로코모티프 라이프치히       | 2–1                         | 한자 로스토크               |
| 1958    | 드레스데너 SC               | 2–1                         | 로코모티프 라이프치히       |
| 1959    | 디나모 베를린               | 0–0 / 3–2 (재경기)          | FC 에르츠게비르게 아우에    |
| 1960    | 카를 차이스 예나            | 3–2                         | 한자 로스토크               |
| 1961    | 미개최                      | 미개최                      | 미개최                      |
| 1961-62 | 할레셔 FC                   | 3–1                         | 디나모 베를린               |
| 1962-63 | FSV 츠비카우                | 3–0                         | FC 차이츠                   |
| 1963–64 | 1. FC 마그데부르크          | 3–2                         | 로코모티프 라이프치히       |
| 1964–65 | 1. FC 마그데부르크          | 2–1                         | 카를 차이스 예나            |
| 1965–66 | FC 작센 라이프치히          | 1–0                         | 로크 슈텐달                 |
| 1966–67 | FSV 츠비카우                | 3–0                         | 한자 로스토크               |
| 1967-68 | 우니온 베를린               | 2–1                         | 카를 차이스 예나            |
| 1968–69 | 1. FC 마그데부르크          | 4–0                         | 켐니처 FC                   |
| 1969-70 | 포어베르츠 베를린           | 4–2                         | 로코모티프 라이프치히       |
| 1970-71 | 디나모 드레스덴             | 2–1                         | 디나모 베를린               |
| 1971–72 | 카를 차이스 예나            | 2–1                         | 디나모 드레스덴             |
| 1972–73 | 마그데부르크                | 3–2                         | 로코모티프 라이프치히       |
| 1973-74 | 카를 차이스 예나            | 3–1                         | 디나모 드레스덴             |
| 1974–75 | FSV 츠비카우                | 2–2 (4–3 p)                 | 디나모 드레스덴             |
| 1975-76 | 로코모티브 라이프치히       | 3–0                         | 포어베르츠 베를린           |
| 1976-77 | 디나모 드레스덴             | 3–2                         | 로코모티프 라이프치히       |
| 1977–78 | 마그데부르크                | 1–0                         | 디나모 드레스덴             |
| 1978–79 | 마그데부르크                | 1–0                         | 디나모 베를린               |
| 1979-80 | 카를 차이스 예나            | 3–1                         | 로트바이스 에르푸르트       |
| 1980-81 | 로코모티프 라이프치히       | 4–1                         | 포어베르츠 베를린           |
| 1981-82 | 디나모 드레스덴             | 1–1(5–4 p)                  | 디나모 베를린               |
| 1982–83 | 1. FC 마그데부르크          | 4–0                         | 켐니처 FC                   |
| 1983-84 | 디나모 드레스덴             | 2–1                         | 디나모 베를린               |
| 1984–85 | 디나모 드레스덴             | 3–2                         | 디나모 베를린               |
| 1985-86 | 로코모티프 라이프치히       | 5–1                         | 우니온 베를린               |
| 1986-87 | 로코모티프 라이프치히       | 4–1                         | 한자 로스토크               |
| 1987–88 | 디나모 베를린               | 2–0                         | 카를 차이스 예나            |
| 1988–89 | 디나모 베를린               | 1–0                         | 켐니처 FC                   |
| 1989–90 | 디나모 드레스덴             | 2–1                         | FC 메클렌부르크슈베린       |
| 1990–91 | 한자 로스토크               | 1–0                         | FC 슈탈 아이젠휘텐슈타트    |